# Zosterops leucophaeus
Zosterops leucophaeus — вид воробьиных птиц из семейства белоглазковых (Zosteropidae). Подвидов не выделяют.

## Распространение
Эндемики острова Принсипи (Сан-Томе и Принсипи). Живут в лесах, на деревьях, стоящих на обрабатываемых землях, на плантациях.

## Описание
Длина тела 12.5-14 см. Голова птицы в основном бледно-серая. Верхняя сторона тела тёмно-серая, летные перья и хвост тёмно-коричневые. Клюв тёмно-серый сверху, но беловатый снизу.

## Биология
Питаются насекомыми, пауками, ягодами, возможно нектаром и другими растительными кормами. Птиц наблюдают парами или стайками до пятнадцати особей. В кладке два белых яйца размером 19 на 16 мм.

## Охранный статус
МСОП присвоил виду охранный статус NT.